# Portal Mountain
Der Portal Mountain (englisch für Eingangsberg) ist ein 2555 m (nach neuseeländischen Angaben 2644 m) hoher Berg im ostantarktischen Viktorialand. Mit einer Eiskappe auf dem Gipfel ragt südlich der Lashly Mountains auf der Südseite des Hauptstroms des Skelton-Gletschers auf, wo dieser vom Polarplateau abfließt.
Den deskriptiven Namen verliehen ihm Teilnehmer der neuseeländischen Mannschaft der Commonwealth Trans-Antarctic Expedition (1955–1958) in Anlehnung an die Benennung des Gletscherdurchlasses The Portal, der von ihm und den Lashly Mountains gebildet wird.

## Einzelnachweise

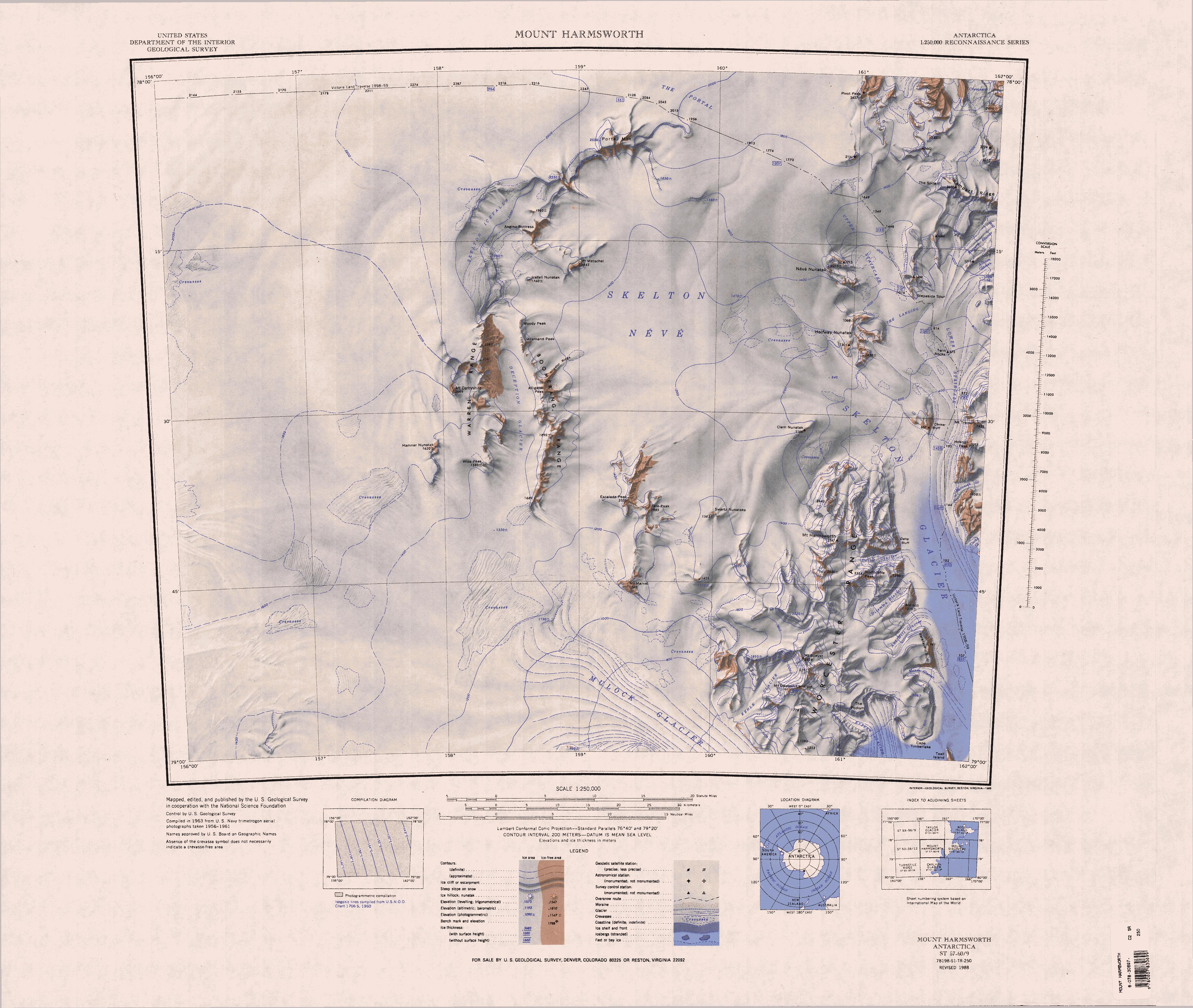
Kartenblatt Mount Harmsworth von 1963 (Neuauflage 1988), Portal Mountain nahe der Mitte des nördlichen Kartenrandes